# Барткевич Леонард Леопольдович
Леонард Леопольдович Барткевич (9 квітня 1932, Дагдська волость, тепер Латвія — ?) — латвійський радянський державний діяч, заступник голови Ради міністрів Латвійської РСР, міністр закордонних справ Латвійської РСР. Член ЦК Комуністичної партії Латвії. Депутат Верховної Ради Латвійської РСР 6-го і 8—11-го скликань.  Депутат Верховної Ради СРСР 7-го скликання. Кандидат історичних наук (1976).

## Життєпис
Закінчив середню школу. У 1950—1951 роках — завідувач відділу Дагдського районного комітету ЛКСМ Латвії.
У 1951—1960 роках — у Радянській армії: на комсомольській роботі в частинах Червонопрапорного Прибалтійського військового округу. Член КПРС з 1952 року.
У 1960—1961 роках — секретар Ризького міського комітету ЛКСМ Латвії.
У 1961—1963 роках — секретар ЦК ЛКСМ Латвії.
У 1963 році закінчив Латвійський державний університет імені Стучки.
У 1963 — квітня 1969 року — 1-й секретар ЦК ЛКСМ Латвії.
У 1969—1971 роках — 1-й секретар Кіровського районного комітету КП Латвії міста Риги.
26 лютого 1971 — 1975 року — завідувач відділу організаційно-партійної роботи ЦК КП Латвії.
У 1974—1976 роках — аспірант Академії суспільних наук при ЦК КПРС.
17 травня 1976 — 4 листопада 1985 року — голова Державного комітету Латвійської РСР з телебачення і радіомовлення.
4 листопада 1985 — 1990 року — заступник голови Ради міністрів Латвійської РСР та міністр закордонних справ Латвійської РСР.
Потім — на пенсії.

## Нагороди
- орден Жовтневої Революції
- два ордени Трудового Червоного Прапора (2.06.1981)
- орден «Знак Пошани»
- медалі
- Почесна грамота Президії Верховної ради Латвійської РСР (1968)
- Заслужений діяч культури Латвійської РСР (6.04.1982)